# Villamaderne-Bellojín
Villamaderne-Bellojín es un concejo del municipio de Valdegovía, en la provincia de Álava, País Vasco (España).

## Localidades
Forman parte del concejo las localidades de:
- Bellojín.
- Villamaderne.

## Demografía
| Gráfica de evolución demográfica de Villamaderne-Bellojín entre 2000 y 2017 |
|                                                                             |
| Población de derecho según los censos de población del INE.                 |